# Colocnema erythrosticta
Colocnema erythrosticta là một loài tò vò trong họ Ichneumonidae.